# Pateobatis hortlei
A Pateobatis hortlei é uma espécie pouco conhecida de arraia da família Dasyatidae, que ocorre em estuários rasos e planícies de lama no sul da Nova Guiné. Essa espécie, que atinge 71 cm de diâmetro, tem um disco de nadadeira peitoral em forma de coração com um focinho longo e pontudo e olhos minúsculos. Possui uma faixa dorsal larga de dentículos dérmicos que se estende da frente dos olhos até a cauda, bem como dentículos pontiagudos espalhados no focinho. A parte inferior do disco é de uma cor amarela brilhante distinta, às vezes com marcas mais escuras ao redor das narinas, da boca e das fendas branquiais. A Pateobatis hortlei está ameaçada pela pesca extensiva com redes de cerco e pela destruição do habitat, o que levou a União Internacional para a Conservação da Natureza (IUCN) a classificá-la como espécie quase ameaçada.

## Taxonomia
Seu nome em inglês, Hortle's whipray, foi dado em homenagem a Kent Hortle, consultor biológico da Mina de Grasberg, na província indonésia de Papua, que forneceu as primeiras fotografias e espécimes frescos da arraia aos biólogos. A espécie foi formalmente descrita por Peter Last, Mabel Manjaji-Matsumoto e Patricia Kailola em uma edição de 2006 da revista científica Zootaxa. Um macho adulto de 71 cm de diâmetro, coletado no estuário do rio Minajerwi, foi designado como o espécime-tipo. Essa arraia pertence ao complexo específico 'uarnacoides', juntamente com Urogymnus polylepis, Urogymnus granulatus, Urogymnus lobistoma, Maculabatis pastinacoides e  Pateobatis uarnacoides.

## Distribuição e habitat
A Pateobatis hortlei é encontrada apenas no sul da província de Papua e talvez também na vizinha Papua Nova Guiné. Ela habita estuários de água salobra e planícies de lama entremarés, em águas com profundidade não superior a 10 m.

## Descrição
O disco da nadadeira peitoral da Pateobatis hortlei tem formato de coração e é um pouco mais longo do que largo; as margens anteriores são côncavas e convergem para um focinho altamente alongado e estreitamente triangular. Os olhos são minúsculos e bem espaçados, seguidos imediatamente por grandes espiráculos em forma de lágrima. Há uma cortina de pele ampla e aproximadamente retangular entre as narinas com uma margem posterior finamente franjada. A boca é fortemente arqueada e não contém papilas (estruturas em forma de mamilo). Os dentes pequenos e arredondados são bem próximos, com um padrão quincôncio, e são manchados de laranja a marrom nos adultos. Há 21-25 fileiras de dentes superiores e 24-28 fileiras de dentes inferiores. Os cinco pares de fendas branquiais são distintamente em forma de S.
As nadadeiras pélvicas são curtas e largas. A cauda muito fina mede de 2,6 a 3,4 vezes o comprimento do corpo e não possui dobras nas nadadeiras. Um ou dois espinhos da cauda com ferrão são localizados na superfície superior da cauda, cerca de um terço da largura de um disco atrás da base da cauda. Uma faixa larga de dentículos dérmicos achatados, composta de dentículos maiores em forma de coração e dentículos intersticiais menores de formato variável, corre ao longo da superfície dorsal do disco, desde antes dos olhos até a cauda. Dentículos pequenos e afiados estão espalhados pelo focinho e concentrados na ponta. A cauda, após o ferrão, é uniformemente coberta por dentículos. A rede de linhas laterais é bem desenvolvida acima e abaixo do disco. As arraias menores são cinza-esverdeadas lisas acima, enquanto as arraias maiores são marrom-amareladas; a cauda é uniformemente marrom e mais clara na frente do ferrão. A parte inferior é distintamente amarela brilhante, com uma fina borda escura ao redor da margem do disco e, às vezes, manchas mais escuras ao redor das narinas, boca e fendas branquiais. O maior macho conhecido tem 71 cm de diâmetro e a maior fêmea tem 65 cm de diâmetro.

## Biologia e ecologia
Pouco se sabe sobre a história natural da Pateobatis hortlei. Presume-se que seja um predador de crustáceos, moluscos e pequenos peixes. A reprodução é ovovivípara, com as fêmeas fornecendo histotrofo (“leite uterino”) aos embriões em desenvolvimento; os filhotes nascem com menos de 20 cm de diâmetro.

## Interações com os seres humanos
Os pescadores de rede de cerco de praia que têm como alvo os camarões tentam evitar a Pateobatis hortlei, mas ainda a pegam regularmente como fauna acompanhante. A carne, e possivelmente também a pele e a cartilagem, são utilizadas. Essa arraia também está ameaçada pela destruição do habitat, devido à destruição em larga escala dos manguezais, à intensa atividade de mineração e à poluição dos rios. Embora a Pateobatis hortlei permaneça comum em sua pequena área de distribuição, a União Internacional para a Conservação da Natureza (IUCN) acredita que esses fatores levaram a um declínio populacional e a avaliou como espécie quase ameaçada.